# Humberto Saavedra
Humberto Saavedra (ur. 3 sierpnia 1923) – boliwijski piłkarz, reprezentant kraju. Podczas kariery piłkarskiej występował na pozycji pomocnika.

## Kariera piłkarska
Podczas kariery piłkarskiej Humberto Saavedra występował w klubie Club The Strongest.

## Kariera reprezentacyjna
Humberto Saavedra występował w reprezentacji Boliwii w latach pięćdziesiątych.
W 1950 wziął udział w mistrzostwach świata, na których był rezerwowym i nie wystąpił w jedynym meczu Boliwii z Urugwajem.